# Csillebérc
Csillebérc (németül Dreihotter) Budapest egyik városrésze a XII. kerületben.

## Fekvése
Határai: A Központi Fizikai Kutatóintézet (KFKI) és a Csillebérci Gyermek- és Ifjúsági Központ nyugati és északi kerítése a Konkoly-Thege Miklós úttól -  Konkoly-Thege Miklós út – Sötétvágás út – Kázmér út – Edvi Illés út – Szalmavirág utca – Nőszirom utca – Adorján út – Irhás árok – Kakukkhegyi út – Kakukkhegyi erdősor – Budapest határa a Konkoly-Thege Miklós útig.

## Története
Döbrentei Gábor 1847. évi dűlőkeresztelője alkalmával az addigi német Dreihotter területe kapta a magyar „Csile-bércz” nevet.
Az elnevezés mai formája megtévesztő, mert a „csille” szó bányászatra utal, ami a környékre sosem volt jellemző. A nevet eredetileg egy „l”-el írták. Döbrentei Gábor a budai hegyek mondabeli tündérének nevét („Csile”) örökítette meg az elnevezéssel, amely eredeti írásmódjával egészen az 1930-as évekig fennmaradt. A második „L” betoldásával történt névváltozás ideje bizonytalan, oka valószínűleg egy jóhiszemű, de az elnevezés eredetét nem ismerő, ezért téves „javítás” lehetett.
1948-ban „Úttörőváros” létesült e területen, az egykori Úttörővasút egyik állomása is itt van. Az egykori Úttörőváros mai neve Csillebérci Gyermek- és Ifjúsági Központ.